# Tuerie de Falun
La tuerie de Falun est un massacre perpétré dans la nuit du 10 au 11 juin 1994 dans les rues de la petite ville de Falun en Suède. Sept personnes tombent sous les balles d'un tireur isolé, armé d'un fusil d'assaut. L'auteur des faits, Mattias Flink, est un jeune officier de l'armée de terre âgé de 24 ans, meurtri par une rupture amoureuse et que l'alcool a plongé dans un état psychotique.
Condamné à la réclusion criminelle à perpétuité, Mattias Flink bénéficie d'une libération conditionnelle en juin 2014, après avoir passé vingt ans derrière les barreaux.

## L'amoureux éconduit
Dans la journée du vendredi 10 juin 1994, Mattias Flink, fänrik au régiment d'infanterie Dalregementet de Falun, essaie à plusieurs reprises de renouer avec son ancienne petite-amie, une étudiante avec laquelle il a vécu une relation brève mais intense dans les mois qui précèdent. Il se rend tout d'abord en grand uniforme et avec un bouquet de roses rouges à l'église de Stora Kopparberg, où la jeune femme passe un examen de fin d'année.
Plus tard, il s'invite dans deux établissements nocturnes pour tenter de convaincre la jeune femme, qui passe la soirée avec un groupe d'amis. Il est mis une première fois à la porte d'un bar, le Garbo, en raison de son comportement violent. Lorsqu'aux environs de minuit le groupe d'amis sort de l'établissement, Flink est toujours dans la rue, pleurant et menaçant. Vers une heure du matin, il est à nouveau chassé d'un bar, le Bakfickan, après s'en être pris à l'un des amis de la jeune femme. Il rentre alors chez lui.

## Le meurtrier psychotique
De retour à son domicile, Flink s'habille en treillis et ressort en direction de sa caserne avec les clés d'une armoire à munition. Une fois sur place, il s'empare d'un fusil d'assaut Ak 5 et de cinq chargeurs de 30 cartouches.
Il escalade le mur d'enceinte de la caserne et, une fois à l'extérieur, tombe sur un groupe de six jeunes volontaires féminines de la défense nationale. Il ouvre immédiatement le feu, au coup par coup, avec une grande précision : il fait feu à quatre reprises sur chacune des jeunes femmes, sans jamais manquer sa cible. Quatre des victimes décèdent sur les lieux, tandis qu'une cinquième meurt après son transport à l'hôpital. Grièvement blessée, la sixième jeune femme survit à ses blessures.
Flink se dirige ensuite à pied vers le centre de Falun. Sur son chemin, il abat un automobiliste et un cycliste. Arrivé en ville, il grimpe au sommet d'une grue de chantier mais, constatant que la police n'est pas encore à ses trousses, il finit par en redescendre. L'alerte est pourtant donnée rapidement et deux policiers, Berndt Bergström et Olavi Blomfjord, se lancent à la recherche du tireur dans les rues de Falun, tout en ordonnant aux rares passants de rentrer chez eux. Près de la voie ferrée, ils aperçoivent un homme en treillis qui pointe son fusil dans leur direction. Les deux policiers ouvrent le feu sur Flink, qui tombe à terre, atteint d'une balle à la hanche. Il est 3 h 25 du matin.

## Profil
Les examens psychiatriques auquel Mattias Flink est soumis, ses propres déclarations et les témoignages de ses proches lors de son procès font ressortir l'image d'un homme sous pression, déprimé et sujet à de violents accès de colère, en particulier sous l'effet de l'alcool.
Jeune homme dévoré d'ambition, Flink est au printemps 1994 le seul officier de l'armée suédoise à ne pas avoir terminé ses études secondaires. Il poursuit donc sa scolarité parallèlement à son travail et, s'efforçant d'exceller sur tous les fronts, est amené à dormir très peu et à travailler énormément. L'échec de sa relation sentimentale, qui lui fait revivre le divorce de ses parents, est vécu comme un traumatisme. Placé devant ses limites sur le plan professionnel comme sur le plan personnel, il s'enfonce dans la dépression.
La nuit des faits, Flink souffre selon les experts d'une psychose causée par l'alcool. Divers témoignages font état d'incidents antérieurs, au cours desquels la consommation d'alcool a entrainé chez lui un changement profond de personnalité. Dans l'un de ces incidents, il saisit sa petite-amie à la gorge lors d'un violent accès de colère, dans un autre, il s'en prend subitement à deux amis lors d'une soirée, devenant tour à tour menaçant, violent, souriant, somnolent. Les experts observent que la psychose n'a pas pour origine une consommation excessive d'alcool. Au contraire, l'extrême précision de ses tirs démontre que Flink n'était que modérément alcoolisé au moment des faits.

## Procès, vie carcérale et libération
Même s'il affirme ne se souvenir des événements de la nuit du 10 au 11 juin 1994 que de façon partielle, Mattias Flink ne conteste pas être l'auteur des coups de feu. L'enjeu de son procès se situe donc essentiellement dans l'évaluation de son état mental : est-il accessible à une sanction pénale, ou doit-il être condamné à des soins psychiatriques ? Les juges tranchent en faveur de sa responsabilité pénale, et Flink est condamné en première instance à quatorze ans de réclusion criminelle, peine alourdie par la cour d'appel de Svea qui le condamne à la prison à perpétuité, ce que confirme la Cour suprême le 13 mars 1995.
Mattias Flink est d'abord incarcéré à la centrale de Norrköping avant d'être transféré en 2004 à la prison de Beateberg au sud de Stockholm. C'est un détenu modèle, qui bénéficie de permissions régulières. En 2011, sa condamnation à perpétuité est commuée en une peine de trente ans de réclusion. Il bénéficie d'une libération conditionnelle en juin 2014, après avoir purgé les deux tiers de cette peine.